# Campaña de Lima
La campaña de Lima es la fase de las campañas terrestres de la Guerra del Pacífico que comprende los hechos ocurridos entre septiembre de 1880 y enero de 1881, concluyendo con la ocupación de Lima por el Ejército de Chile.

## Antecedentes
Luego de las batallas del Alto de la Alianza y de Arica, ocurridas el 26 de mayo y el 7 de junio de 1880, respectivamente, los gobiernos de Bolivia, Chile y el Perú iniciaron conversaciones para finalizar la guerra en el puerto de Arica. Además parte desde este puerto la Expedición Lynch, con el objetivo de destruir las haciendas azucareras que aportaban financieramente al Perú y exigir contribuciones de guerra a los hacendados peruanos.
Se concretó la intervención estadounidense a través del secretario de estado William M. Evarts, quien promovió las Conferencias de Arica con el fin de detener el conflicto, ya que durante los cañoneos efectuados por la Armada chilena a la costa peruana, habían sido afectadas involuntariamente propiedades de europeos y estadounidenses. Pero las negociaciones de paz resultaron infructuosas debido, en parte, a que la mayoría de la población chilena quería que se intentase la invasión de Lima.
El Gobierno de Chile exigía la cesión de algunos territorios ya ocupados en diversas formas la cual era promovida en el Congreso de Chile por el diputado José Manuel Balmaceda, y el nuevo Ministro de Guerra y Marina, José Francisco Vergara, presionado por la opinión pública.
La negativa de cesiones territoriales peruanas y bolivianas, así como las declaraciones del ministro de guerra chileno terminan con las conversaciones en Arica. El Presidente Pinto y el ministro Vergara inician la organización del Ejército de Chile que aumentó a 42.000 soldados de la siguiente manera:
| Ejército de Chile | - Ejército de Operaciones: 27 000 efectivos - Reserva en Tacna e Ilo: 6500 efectivos - Iquique y Antofagasta: 1500 efectivos - Araucanía: 1500 efectivos - Provincias centrales de Chile: 2500 efectivos |

Los ingresos tributarios chilenos comenzaba a mejorar con los impuestos recaudados por las exportaciones de minerales de las regiones que mantenían ocupadas con lo cual costeaba la guerra. El impuesto que cobraba Chile era $1.60.
Nicolás de Piérola, dictador del Perú, pensaba que el desembarco chileno en Lima se realizaría por Ancón y Barranca, al norte de Lima. Contra esta opinión se encontraba el Coronel Andrés Avelino Cáceres y otros jefes militares quienes eran de la opinión que el desembarco chileno se realizaría por el sur. Piérola destina gran parte de la defensa al norte y al sur en Pisco, dejó una fuerza de 3000 hombres al mando del coronel Anselmo Zamudio.
Chile envió una expedición al mando del Contralmirante Patricio Lynch para detener la producción de las haciendas en la costa peruana. En ella Lynch cometió saqueos e incendios, así como cobró cupos de guerra.
El 10 de septiembre de 1880 en Chimbote, el 14 de septiembre en Supe, el 19 de septiembre en Paita, el 24 de septiembre en Eten, Chiclayo, Ferreñafe, Cayalti y luego San Pedro de Lloc. Trujillo no fue destruida al pagar el cupo de guerra.
En esta expedición fueron afectados edificios y servicios públicos, haciendas azucareras y algodoneras como Puente, Palo Seco y Rinconada, donde sus dueños se negaron de pagar los cupos de guerra de acuerdo a la legislación vigente. En las haciendas trabajaban obreros chinos en condiciones de semiesclavitud, los cuales son liberados al paso de las tropas chilenas y se incorporan como cargadores.
En la costa de Lima fueron hundidos las naves chilenas "Loa" y "Covadonga" a manos de torpedos preparados por ingenieros peruanos. Frente a estos hundimientos, la nave "Cochrane" bombardea los pueblos de Chorrillos, Ancón y Chancay.
En Moquegua, el comandante José María de la Cruz Salvo exigió de la población 100 000 pesos el cual rebajó a 60 000 pesos como cupo de guerra. La población logra reunir 80 000 pesos. Para completar el cupo, los soldados chilenos asaltaron el pueblo.
En 1881, el ejército peruano contaba con 28 000 hombres movilizados en todo su territorio, el ejército del Norte y el del Centro conformaban el llamado Ejército de Lima con un total de 24 000 efectivos, otros 4 000 del Segundo ejército del Sur (en el que también se encontraban los restos del antiguo ejército de Línea) se encontraban estacionados en Arequipa al mando del coronel José de la Torre.
| Ejército del Perú | - Ejército en San Juan y Miraflores: 23 000 efectivos - Guarnición del Callao: 1000 efectivos - Ejército en Arequipa: 4000 efectivos |

## Desembarco en Pisco

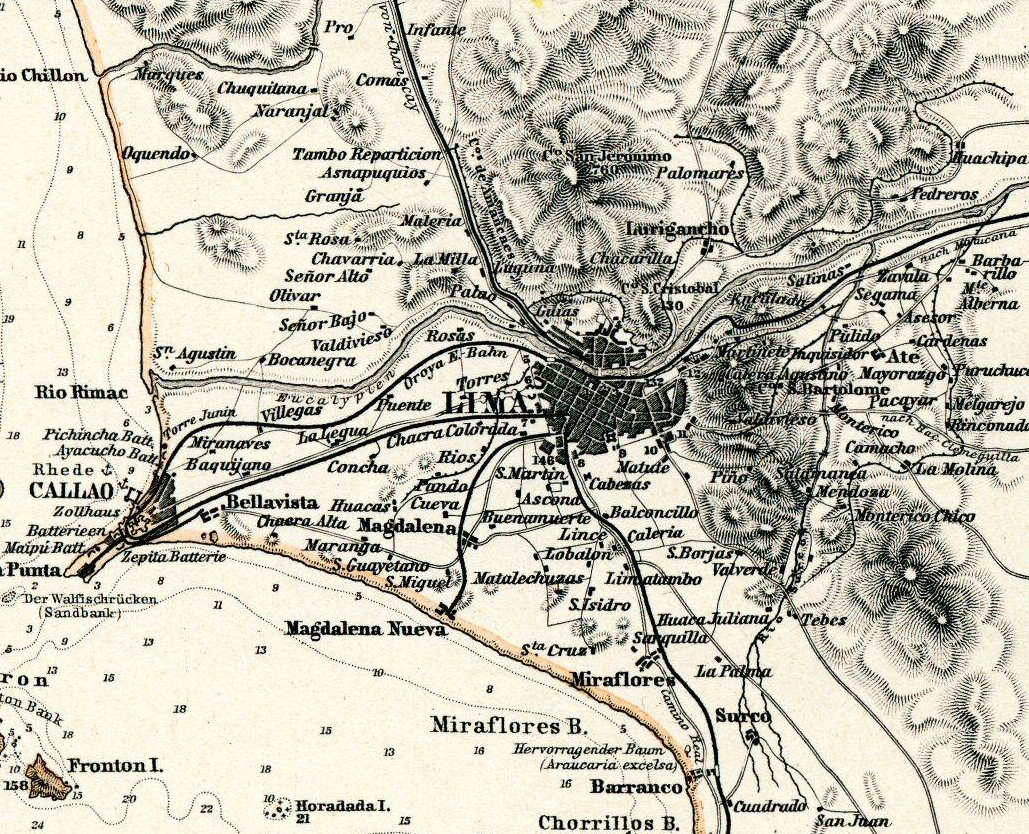
Detalle del Mapa Stieler de 1889 de la zona. Original en Mapa de América.

El puerto de Chilca, que está situado a 70 km al sur de la ciudad de Lima, obtuvo la preferencia del estado mayor chileno. Se pensaba que la presencia de fuerzas peruanas importantes era poco probable.
El 20 de noviembre de 1880 llegó a Pisco, proveniente desde Arica, al mando del general José Antonio Villagrán Correas, la 1.ª División del Ejército chileno de 8800 hombres, embarcada en 15 transportes y las corbetas Chacabuco y O'Higgins. La División fue reforzada con 3500 soldados que llegaron el 2 de diciembre en la Corbeta Abtao y la Cañonera Magallanes al mando del coronel Francisco Gana.
En oposición a la opinión del coronel peruano Andrés Avelino Cáceres que el desembarco se realizaría por el sur, el mandatario de facto Nicolás de Piérola dispuso sus tropas entre Ancón y Barranca, al norte de Lima; al sur, en la ciudad de Pisco, dejó una fuerza de 3000 soldados al mando del coronel Anselmo Zamudio, el cual al ver la superioridad numérica chilena se retiró.
Con el fin de encontrar el terreno despejado, al llegar a Chilca, el general Manuel Baquedano dio la orden al general Villagrán, que se encontraba en Pisco, de dirigirse por la ruta terrestre, con su caballería y sus baterías de montaña.
El 14 de diciembre la 1.ª División chilena llegó a Tambo de Mora y desde allí iniciaron la marcha dos brigadas al mando del capitán de navío Patricio Lynch. La brigada del coronel José Domingo Amunátegui los siguió posteriormente. En su paso por el desierto hacia el valle del río Cañete se demoraron demasiado en cruzarlo, al no encontrar pozos de agua, por lo que se vieron obligados a regresar a Pisco. La demora significó el relevo del general Villagrán por Patricio Lynch, a quien Manuel Baquedano nombró nuevo jefe de la I División.

## Desembarco en Curayacu
El 22 de diciembre de 1880, desembarcaron en Curayacu 15 000 soldados al mando del general Baquedano en 29 transportes, junto con los blindados Blanco Encalada y Cochrane, la corbeta O'Higgins y el transporte Angamos.
El comando militar peruano dispuso que tropas al mando de Andrés Avelino Cáceres marcharan desde Lima hacia el sur con el fin de ocupar Lurín, pero el desierto y la falta de medios de transporte terminaron por forzar a estas fuerzas a regresar a Lima.
El desembarco chileno en los puertos de Chilca, Curayacu y Pisco se realizó finalmente sin oposición peruana. Las tropas chilenas establecieron su campamento en el valle de Lurín.

## Primeros encuentros
El 25 y 26 de diciembre llegan sucesivamente, después de ocho días de marcha, las dos mitades de la brigada chilena de Lynch, que se seguían con 24 horas de intervalo para facilitar el aprovechamiento en víveres y agua. Este trayecto de 180 km se hizo encontrando muy poca resistencia peruana, que consistió principalmente en ataques de montoneras locales.
El mando peruano envió al coronel Pedro José Sevilla y los Cazadores del Rímac, con 200 jinetes de caballería armados con carabinas, a vigilar el avance de los chilenos, enfrentándolos en Yerba Buena (Cañete) y luego en Bujama (Mala). El mando chileno envió a la brigada del coronel Orozimbo Barbosa a enfrentar las tropas peruanas, librándose el combate del Manzano el 27 de diciembre de 1880 donde Sevilla es tomado prisionero.
Las tropas chilenas realizaron confiscaciones de dinero y ganado a los ricos propietarios del valle de Cañete, incendiando y saqueando los poblados de San Antonio y Mala. Mil chinos (denominados culies), que habían venido a ponerse a disposición de los regimientos chilenos, esperando de este modo verse libres de los compromisos con sus dueños, ayudaron a las tropas chilenas como cargadores. De las haciendas confiscadas fueron requisados más de seiscientos asnos, los que fueron cargados con sacos, armas y utensilios de cocina. Cargando las mulas los víveres y los barriles de agua.
En la Rinconada de Ate se encontraba desde el 4 de enero de 1881 el coronel peruano Mariano Vargas con una fuerza de 340 soldados, compuesta por los hacendados y pobladores de la zona armados con fusiles Minié y piezas de artillería. Vargas dispuso su artillería en el cerro Vásquez. El 9 de enero de 1881, la división chilena de Barbosa llegó a Pampa Grande (Musa, La Planicie) después de una marcha por la quebrada de Manchay desde Pachacámac. La división de Barboza se enfrentó con los hombres de Vargas en el combate de La Rinconada de Ate, logrando la retirada de Vargas hasta el cerro Vásquez, donde la artillería peruana entra en acción pero sin ocasionar pérdidas de consideración a la división chilena, que después de inspeccionar la zona se retira a Pampa Grande.

## Batalla de San Juan y Chorrillos

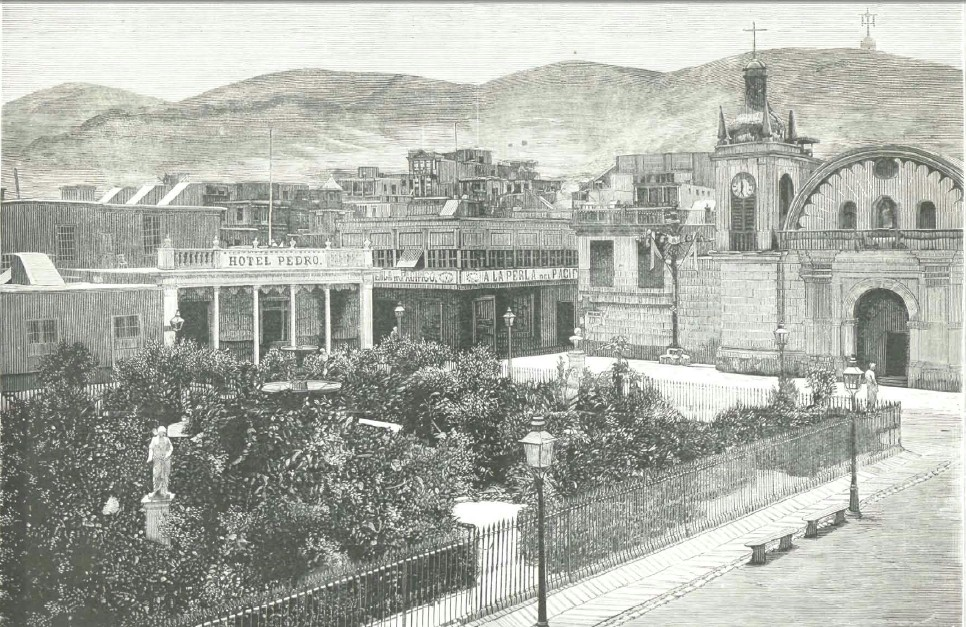
Plaza principal de Chorrillos antes de la Batalla de San Juan

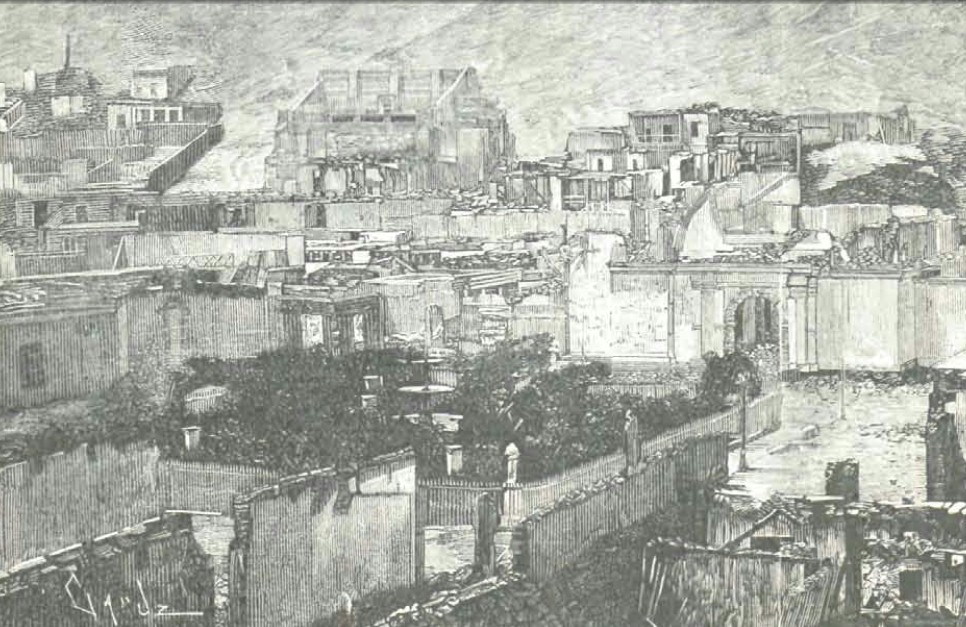
Plaza principal de Chorrillos después de la Batalla de San Juan

A las 04:00 del 13 de enero, se inicia la batalla con la I División de Patricio Lynch enfrentándose con el I Cuerpo de Ejército del Coronel Miguel Iglesias en Villa. La II División de Sotomayor se demora en entrar al combate. Baquedano ordena entonces a la reserva del Coronel Martínez que refuerze la I División que era sobrepasada por las tropas de Iglesias. La reserva chilena logra aislar las unidades de Iglesias del resto de las tropas peruanas.
La división de Sotomayor entra en acción atacando primero en Villa, para luego virar y dirigirse a las posición de San Juan defendida por el IV Cuerpo de Ejército del Coronel Cáceres. El General Silva envía tropas del III Cuerpo de Ejército de Dávila a reforzar a Cáceres, entretanto la III División chilena del Coronel Pedro Lagos inicia el ataque sobre el flanco izquierdo del III y IV Cuerpo de Dávila y Cáceres. Las tropas de Sotomayor desalojan a Cáceres de sus posiciones en el cerro San Juan separando las líneas peruanas en un segundo punto.
El coronel Miguel Iglesias, jefe del I Cuerpo de ejército, reunió los batallones Guardia Peruana N.º1 y Callao N.º9 que habían combatido en Villa, los que combinados con los batallones Cajamarca N.º 5, Tarma N.º 7 y Trujillo N.º 11 sumaban 4 500 soldados en dirección de Marcavilca.
Luego de las acciones de San Juan, parte de la 2.º Brigada de la I División, compuesta por los regimientos 4.º de Línea, Chacabuco, más la artillería de la marina avanzaron hacia Marcavilca. El coronel Arnaldo Panizo observó desde el Morro Solar el repliegue de las fuerzas de Iglesias y apoyó su retirada con la batería "Provisional", dando resultado su ofensiva. Iglesias organiza el ataque con el I Cuerpo y de esta forma el avance chileno es detenido cerca del cerro "La Calavera". En ese punto una parte de la tropa del Regimiento Chacabuco fue muerta o herida, cayendo 19 oficiales y 350 soldados, con su comandante Toro Herrera (herido) y el segundo comandante mayor Belisario Zañartu (muerto), asumiendo el mando el tercer comandante, el mayor Quintavalla. Lo mismo ocurrió en el Regimiento 4.º de Línea.
Patricio Lynch mandó a pedir refuerzos, pero su ordenanza fue muerto y Baquedano no se enteró de sus dificultades por encontrarse en la villa de Chorrillos. En ese momento comenzaron a faltar las municiones en la artillería y la infantería debió retroceder. Se solicitaron refuerzos al comandante Pedro Lagos que se encontraba en las casas de San Juan. El primer oficial en recurrir a la ayuda de la división de Lynch fue, por su propia voluntad, Diego Dublé Almeyda comandante del Regimiento Atacama, que trajo consigo algunas municiones. Esto permitió que se detuviera la retirada chilena y continuara ofensiva.
Iglesias realizó un contraataque liderados por el batallón Libres de Trujillo del coronel Justiniano Borgoño y por el batallón Zepita N.º 29 de Suárez atacaron a las tropas chilenas, para luego salir de los parapetos haciendo retroceder al ejército chileno y recuperando las posiciones que habían dejado en Santa Teresa el Atacama que fue reducido a la mitad y el Talca que llega tarde a la ofensiva.
A las 12:00, las fuerzas del I Cuerpo peruano dejaban sus posiciones en Marcavilca y se retiraron en dirección a Chorrillos y otros hacia el Morro Solar, atacados por los chilenos desde Marcavilca. Miguel Iglesias es capturado por las fuerzas chilenas en dirección a Chorrillos a la 12:45pm luego de bajar del cerro Panteón.
El Zepita N.º 29 logra entrar por la calle Lima y combatir en Chorrillos.
A las 13:45 en la cima del Morro Solar se encuentran los últimos 100 soldados, entre soldados de distintos batallones del 1.er Cuerpo y artilleros del Morro, todos al mando del coronel Arnaldo Panizo, quienes rodeados defienden sus posiciones. La ametralladora que operaba el mayor Hurtado y Haza quedó inutilizada y continuó operando una pieza de 12. Finalmente las tropas chilenas ocuparon la planicie del Morro Solar.
Luego de ocupar Chorrillos, los chilenos cometieron saqueos y vandalismo el cual fue reducido a cenizas.
Esta batalla generó enormes bajas en ambos bandos. El Ejército de Chile tuvo 3107 bajas. El Ejército del Perú tuvo 4000 muertos, 2500 heridos y 4000 prisioneros. Según una carta de Piérola a Julio Tenaud, 6000 hombres de los que combatieron en Chorrillos se apostaron en la segunda línea defensiva entre Miraflores, Surco y Ate. De ellos, 3000 combatirían en los reductos de Miraflores.
Las gestiones del cuerpo diplomático en Lima habían conseguido una tregua entre ambos bandos, buscando la posibilidad de terminar con el conflicto. Así transcurrió todo el día 14 sin enfrentamientos. Después que se retiraron los mediadores, parte de las tropas chilenas avanzaron en dirección a Miraflores y se encontraron muy próximos a los reductos de Miraflores, hecho que sería determinante para el fin del armisticio, ya que precisamente esta cercanía inició la Batalla de Miraflores.

## Batalla de Miraflores

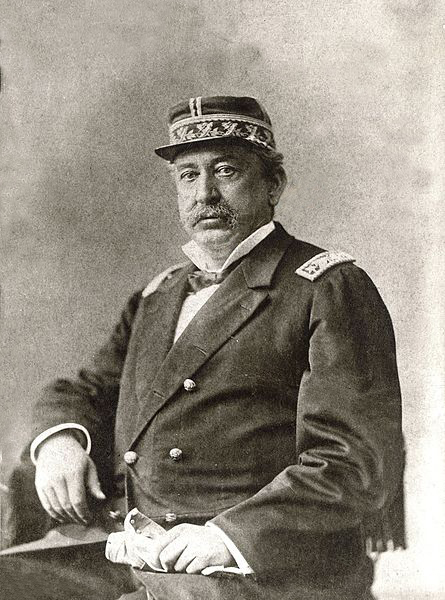
Coronel Pedro Lagos

La línea de defensa peruana que participa en la batalla estaba compuesta por la población civil de la ciudad de Lima unidos a los batallones que habían combatido en San Juan.
Aproximadamente a las 14:00 del 15 de enero de 1881, un sorpresivo tiroteo entre grupos de ambos ejércitos comenzó a escalar hasta hacerse general el combate en todo el frente de batalla.
Las brigadas de la II División chilena se encontraban en Chorrillos y Barranco avanzando hacia Miraflores, y la división de Patricio Lynch no se encontraban en posición, la III División de Lagos era la más cercana al frente, y por lo mismo fue la primera en trabar combate con las fuerzas peruanas. Las tropas de Andrés Avelino Cáceres, que defendían el flanco derecho en los reductos 1 y 2, se enfrentan con la 2.ª Brigada de Francisco Barceló, mientras la 1.ª Brigada de Martiniano Urriola se despliega en desorden. La artillería chilena retrocede unos 1500 metros, ya que se pensaba en una inminente retirada de la división de Lagos.
En el flanco izquierdo las tropas de Suárez se enfrentan a la 2.ª Brigada de la II División, mientras la I División lucha en el centro de la línea. Luego de dos horas de batalla el ataque es reforzado por dos regimientos y el bombardeo de las naves Blanco Encalada, Cochrane y Huascar al pueblo de Miraflores. La brigada de Barceló ataca a la línea de Cáceres, quien se retira de Miraflores. Al ser desbordado por este flanco y atacado por la retaguardia, las defensas de los reductos 1, 2 y 3 se retiran de la línea.
A las 18:30 el Regimiento Santiago llega a Miraflores. Piérola retira al resto de las tropas quienes no combaten. De los 10 reductos solo entran en combate las fuerzas de 3 reductos. El alcalde de Lima Rufino Torrico entrega el gobierno de la ciudad al Manuel Baquedano, quien lo apresa para evitar emboscadas al ejército chileno en la entrada a Lima. El pueblo de Miraflores fue saqueado e incendiado.
En la batalla de Miraflores, el ejército chileno sufrió 2124 bajas, mientras que el ejército peruano tuvo unas 3000.

## Ocupación de Lima

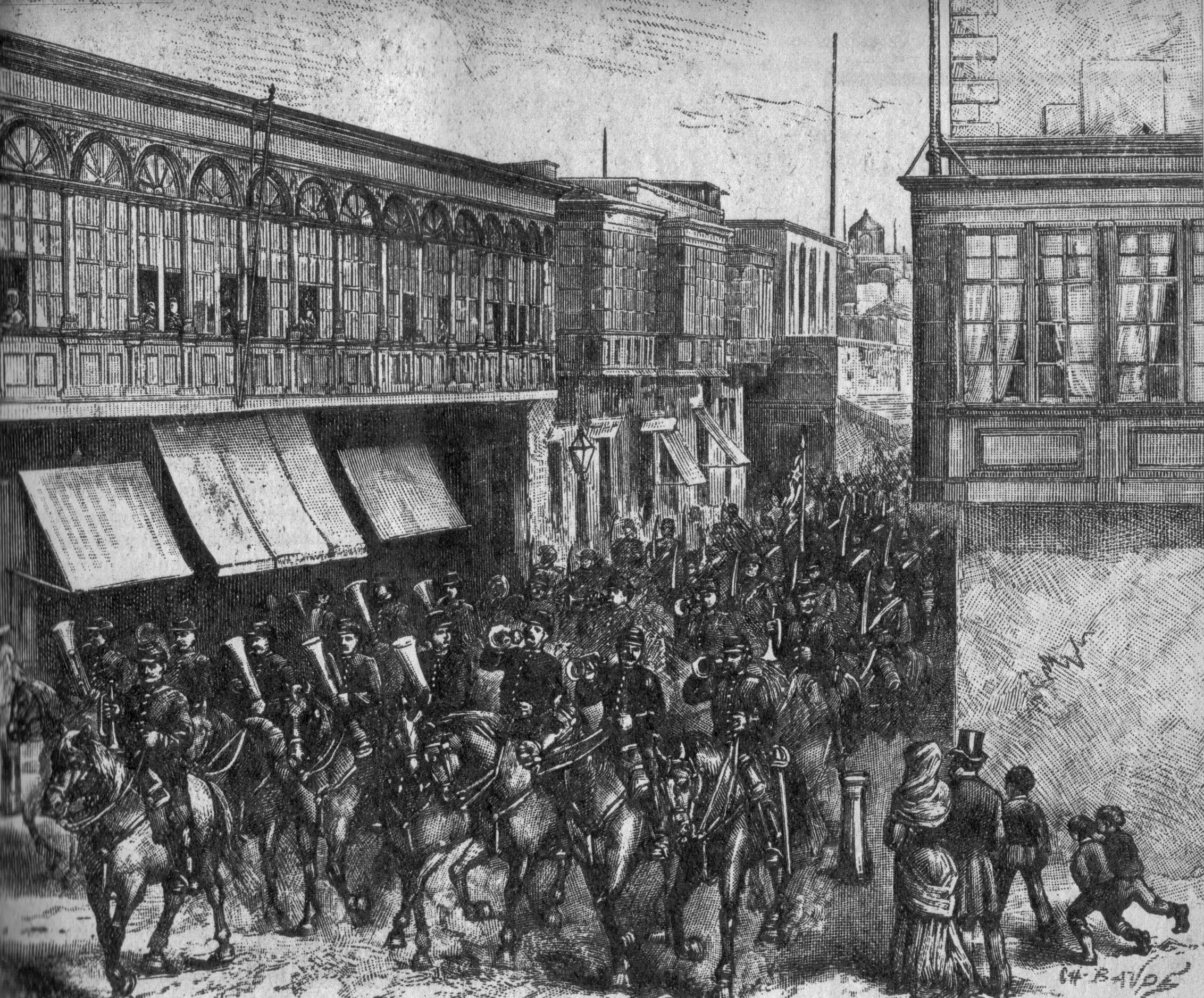
Tropas del Ejército de Chile entrando en Lima, Perú (1881).

El 17 de enero de 1881, cerca de las 17:00, entran en Lima las primeras tropas chilenas, dirigidas por el Comandante de la II División Coronel Emilio Sotomayor; los regimientos "Buin" 1.º de Línea y Zapadores, el Batallón Bulnes, los regimientos de caballería Granaderos y Cazadores a Caballo, y una brigada de artillería. El Buin se dirigió hacia la penitenciaría, el Zapadores hacia el Cuartel de la Guardia Peruana y el Bulnes hacia el Palacio de Pizarro. Al día siguiente, la I División de Lynch se dirige hacia el puerto del Callao.
El 10 de marzo de 1881, la tropa de Chile empieza a ocupar los recintos culturales como el Colegio San Carlos, la Escuela de Minas, la Escuela de Medicina, el Museo Raimondi, la Biblioteca de Lima (que poseía una cifra estimada de unos 35 mil a 50 mil volúmenes) y la Universidad de San Marcos, lugares de los cuales se incautan objetos y bienes científicos o culturales, tales como instrumentos, herramientas, mobiliario y libros con el fin de ser llevados a Chile, vía marítima. A este último arribaron, en dos envíos de la Intendencia General del Ejército, un total de 103 grandes cajones y otros 80 bultos, que fueron hechos llegar a la Universidad de Chile, siendo recibidos y catalogados por Ignacio Domeyko y Diego Barros Arana; en agosto de 1881 se publicó el inventario realizado, bajo el título "Lista de libros traídos de Perú", en el Diario Oficial.
Ante la ocupación de Lima, el gobierno peruano se traslada al sur siendo el presidente Lizardo Montero. Mientras Andrés Avelino Cáceres se encontraba organizando la Campaña de la Breña, Iglesias busca el apoyo de las provincias del norte y crea un gobierno siendo Iglesias el presidente quienes inician conversaciones con Chile incluyendo cesiones territoriales. Las actitudes de Iglesias fueron reprobadas por Montero y Cáceres, por lo que Cáceres parte hacia el norte con el fin de deponer el gobierno de Iglesias.
Lima permanecería ocupada hasta el 23 de octubre de 1884, cuando, una vez firmado el Tratado de Ancón, las tropas chilenas se retiraron de la capital peruana dejándola en manos del gobierno de Miguel Iglesias.